# Tierra Blanca, Tantoyuca
Tierra Blanca är en ort i Mexiko.   Den ligger i kommunen Tantoyuca och delstaten Veracruz, i den sydöstra delen av landet, 230 km norr om huvudstaden Mexico City. Tierra Blanca ligger 126 meter över havet och antalet invånare är 223.
Terrängen runt Tierra Blanca är huvudsakligen platt, men västerut är den kuperad. Runt Tierra Blanca är det ganska tätbefolkat, med 72 invånare per kvadratkilometer. Närmaste större samhälle är Tantoyuca, 4,0 km nordväst om Tierra Blanca. Trakten runt Tierra Blanca består till största delen av jordbruksmark.